# Georgi Demetradze
Georgi Demetradze est un footballeur géorgien né le 26 septembre 1976 à Tbilissi.

## Carrière
- 1994-1998 : Dinamo Tbilissi  Géorgie
- 1997-1998 : Feyenoord Rotterdam  Pays-Bas
- 1998-1999 : Alania Vladikavkaz  Russie
- 1999-2001 : Dynamo Kiev  Ukraine
- 2000-2002 : Real Sociedad  Espagne
- 2002 : Lokomotiv Moscou  Russie
- 2002 : Alania Vladikavkaz  Russie
- 2002-2003 : Real Sociedad  Espagne
- 2002-2005 : Metalurg Donetsk  Ukraine
- 2005 : Alania Vladikavkaz  Russie
- 2005-2006 : Maccabi Tel-Aviv  Israël
- 2006-2007 : Metalurg Donetsk  Ukraine
- 2007-2008 : Arsenal Kiev  Ukraine
- 2008- : FK Bakou  Azerbaïdjan